# Jean-François Herman
Pour les articles homonymes, voir Jean-François et Herman.
Jean-François Herman, né à Bruxelles le 29 janvier 1783 et décédé à Schaerbeek le 30 novembre 1835, a été bourgmestre de Schaerbeek de 1829 à 1835.
La commune de Schaerbeek a donné son nom à une rue.